# Joseph Erumachadath
Joseph Erumachadath MCBS (ur. 10 kwietnia 1960 w Uppukandam) – indyjski duchowny syromalabarski, od 2007 biskup Bhadravathi.

## Życiorys
Święcenia kapłańskie przyjął 7 maja 1988 w zgromadzeniu Misjonarzy Najświętszego Sakramentu. Był m.in. sekretarzem generała zakonu, rektorem niższego seminarium w Athirumpuzha oraz przełożonym prowincjalnym.
29 sierpnia 2007 został mianowany eparchą Bhadravathi. Chirotonii biskupiej udzielił mu 25 października 2007 ówczesny zwierzchnik Kościoła syromalabarskiego, kard. Varkey Vithayathil.